# 담양 태목리 대나무 군락
담양 태목리 대나무 군락은 대한민국 천연기념물 제560호이다. 전라남도 담양군 대전면 태목리의 대나무 군락으로, 2020년 11월 9일 천연기념물에 지정되었다. 대나무의 천연기념물 지정은 이번이 처음으로, 지역적으로도 가치가 높다고 평가되었다.
군락지를 이루는 대나무는 왕대와 솜대로, 평균적인 높이는 18m 정도에, 그 지름은 2cm부터 12cm 정도이다. 보기드문 자연 형성 대나무 군락으로, 일반적인 대나무 식생과는 다르게 영산강 하천변 퇴적층을 따라 길게 형성되어있다. 천연기념물인 수달, 원앙, 황조롱이 등의 동물과 함께 식물인 달뿌리풀과 물억새, 줄 등의 서식처로, 그 경관과 학술적 가치가 크다고 평가되었다. 이러한 점과 함께 대나무가 전통적으로 유용하게 사용해온 식물자원으로서, 한국의 생활문화와 밀접한 관계가 있어 그 민속적 가치 큰 점 등을 들어 천연기념물에 지정되었다.

## 같이 보기
- 대한민국의 천연기념물 (제501호 ~ 제600호)